# Diego Milito
Diego Alberto Milito (n. 12 iunie 1979, Bernal⁠(d), Buenos Aires, Argentina) este un fost jucător argentinian de fotbal cel mai bine cunoscut pentru timpul petrecut la Internazionale Milano, care a jucat ultima dată ca atacant pentru Racing Club și, de asemenea, a jucat anterior pentru echipa națională a Argentinei. Un atacant prolific și consistent, Milito a promediat puțin mai mult de un gol la fiecare două apariții pe parcursul carierei sale profesionale.
Diego are un frate pe nume Gabriel care evoluează la clubul argentinian Independiente.

## Statistici carieră

### Club
La 22 September 2013.
| Club           | Sezon        | Ligă    | Ligă   | Ligă    | Cupă    | Cupă   | Cupă    | Continental | Continental | Continental | Total   | Total  | Total   |
| Club           | Sezon        | Meciuri | Goluri | Assists | Meciuri | Goluri | Assists | Meciuri     | Goluri      | Assists     | Meciuri | Goluri | Assists |
| -------------- | ------------ | ------- | ------ | ------- | ------- | ------ | ------- | ----------- | ----------- | ----------- | ------- | ------ | ------- |
| Racing         | 1999–2000    | 11      | 1      | 0       | 0       | 0      | 0       | 0           | 0           | 0           | 11      | 1      | 0       |
| Racing         | 2000–01      | 35      | 2      | 0       | 0       | 0      | 0       | 0           | 0           | 0           | 35      | 2      | 0       |
| Racing         | 2001–02      | 38      | 9      | 0       | 0       | 0      | 0       | 0           | 0           | 0           | 38      | 9      | 0       |
| Racing         | 2002–03      | 35      | 14     | 0       | 0       | 0      | 0       | 11          | 3           | 0           | 46      | 17     | 0       |
| Racing         | 2003–04      | 18      | 8      | 0       | 0       | 0      | 0       | 0           | 0           | 0           | 18      | 8      | 0       |
| Racing         | Total        | 137     | 34     | 0       | 0       | 0      | 0       | 11          | 3           | 0           | 148     | 37     | 0       |
| Genoa          | 2003–04      | 20      | 12     | 0       | 0       | 0      | 0       | —           | —           | —           | 20      | 12     | 0       |
| Genoa          | 2004–05      | 39      | 21     | 0       | 3       | 1      | 0       | —           | —           | —           | 42      | 22     | 0       |
| Genoa          | Total        | 59      | 33     | 0       | 3       | 1      | 0       | —           | —           | —           | 62      | 34     | 0       |
| Zaragoza       | 2005–06      | 36      | 15     | 0       | 8       | 6      | 0       | —           | —           | —           | 44      | 21     | 0       |
| Zaragoza       | 2006–07      | 37      | 23     | 2       | 3       | 0      | 0       | —           | —           | —           | 40      | 23     | 2       |
| Zaragoza       | 2007–08      | 35      | 15     | 7       | 4       | 2      | 0       | 2           | 0           | 0           | 41      | 17     | 7       |
| Zaragoza       | Total        | 108     | 53     | 9       | 15      | 8      | 0       | 2           | 0           | 0           | 125     | 61     | 9       |
| Genoa          | 2008–09      | 31      | 24     | 7       | 1       | 2      | 0       | —           | —           | —           | 32      | 26     | 7       |
| Genoa          | Total        | 31      | 24     | 7       | 1       | 2      | 0       | —           | —           | —           | 32      | 26     | 7       |
| Internazionale | 2009–10      | 35      | 22     | 4       | 6       | 2      | 0       | 11          | 6           | 2           | 52      | 30     | 6       |
| Internazionale | 2010–11      | 23      | 5      | 6       | 4       | 1      | 0       | 7           | 2           | 0           | 34      | 8      | 6       |
| Internazionale | 2011–12      | 33      | 24     | 3       | 1       | 0      | 0       | 7           | 2           | 1           | 41      | 26     | 4       |
| Internazionale | 2012–13      | 20      | 9      | 5       | 0       | 0      | 0       | 6           | 0           | 3           | 26      | 9      | 8       |
| Internazionale | 2013–14      | 1       | 2      | 1       | 0       | 0      | 0       | 0           | 0           | 0           | 1       | 2      | 1       |
| Internazionale | Total        | 113     | 64     | 19      | 11      | 3      | 0       | 30          | 10          | 6           | 154     | 77     | 26      |
| Career total   | Career total | 448     | 208    | 35      | 30      | 14     | 0       | 43          | 13          | 6           | 521     | 235    | 42      |

### Națională
| Argentina | Argentina | Argentina |
| An        | Meciuri   | Goluri    |
| --------- | --------- | --------- |
| 2003      | 5         | 3         |
| 2004      | 2         | 0         |
| 2005      | 0         | 0         |
| 2006      | 0         | 0         |
| 2007      | 6         | 1         |
| 2008      | 2         | 0         |
| 2009      | 5         | 0         |
| 2010      | 4         | 0         |
| 2011      | 1         | 0         |
| Total     | 25        | 4         |

### Goluri internaționale
| #  | Data            | Stadion                                                  | Oponent  | Scor  | Rezultat | Competiție        |
| -- | --------------- | -------------------------------------------------------- | -------- | ----- | -------- | ----------------- |
| 1. | 31 January 2003 | Estadio Olímpico Metropolitano, San Pedro Sula, Honduras | Honduras | 1 – 0 | 3–1      | Meci amical       |
| 2. | 16 July 2003    | Estadio Ciudad de La Plata, La Plata, Argentina          | Uruguay  | 1 – 0 | 2–2      | Meci amical       |
| 3. | 16 July 2003    | Estadio Ciudad de La Plata, La Plata, Argentina          | Uruguay  | 2 – 0 | 2–2      | Meci amical       |
| 4. | 2 July 2007     | Estadio José Pachencho Romero, Maracaibo, Venezuela      | Columbia | 4 – 2 | 4–2      | 2007 Copa América |

Statistics correct as of matches played 22 May 2010

## Palmares

### Club
Racing Club
- Argentine Primera División (1): Apertura 2001

Internazionale
- Serie A (1): 2009–10
- Coppa Italia (2): 2009–
10, 2010–11
- Supercoppa Italiana (1): 2010
- UEFA Champions League (1): 2010
- FIFA Club World Cup (1): 2010

### Individual
- Guerin d'Oro (1): 2008–09
- Finala Ligii Campionilor 2010: Omul meciurlui
- UEFA Club Forward of the Year (1): 2009–10
- UEFA Club Footballer of the Year (1): 2009–10
- Serie A Footballer of the Year (1): 2009–10
- Serie A Foreign Footballer of the Year (1): 2009–10